# Rolf Jacobsen
Rolf Jacobsen (ur. 8 marca 1907 w Christianii), zm. 20 lutego 1994 w Hamarze) – norweski poeta.
Tworzył wiersze pisane nowatorskim językiem poetyckim, był prekursorem modernizmu w norweskiej literaturze. W wierszach przedstawiał wielkie miasta, później kontrastowane z przyrodą. Wydał m.in. zbiory poezji Jord och jern (Ziemia i żelazo, 1933), Vrimmel (Mrowie, 1935), Stillheten efterpå (Cisza potem, 1965) i Nattåpent (Otwarte nocą, 1985).